# Henrik Gerding
Henrik Gerding, född 1971, är docent på institutionen för arkeologi och antikens historia vid Lunds universitet.

## Utmärkelser och ledamotskap
- Ledamot av Vetenskapssocieteten i Lund (2018)